# V354 Цефей
V354 Цефей е червен хипергигант и шестата по-големина известна звезда. Намира се в съзвездието Цефей. Разположена е в Млечения път на приблизително 9000 светлинни години от Слънчевата система. Тя е и една от най-ярките познати звезди.

## Вижте Също
Списък на най-големите познати звезди